# القوات البرية للجمهورية الصينية
القوة البرية لجيش التحرير الشعبي الصيني (بالصينية: 中国人民解放军 陆军، بينيين: Zhōngguó Rénmín Jiěfàngjūn Lùjūn)؛ هي إحدى الخدمات المسلحة لجيش التحرير الشعبي الصيني، تُعتبر أكبر وأقدم فرع للقوات المسلحة الصينية. نشأت عام 1927 باسم الجيش الأحمر الصيني، لكن لم يتم تأسيسها رسميًا حتى عام 1948.

## التاريخ
كان الجيش الميداني يتألف من ثلاث فرق مشاة آلية جزئيًا وفوجين من المدفعية والمدفعية المضادة للطائرات. كان لكل فرقة عسكرية ميدانية أكثر من 12000 فرد في ثلاثة أفواج مشاة ، وفوج مدفعية واحد ، وفوج مدرع واحد ، وكتيبة مدفعية مضادة للطائرات. كان التنظيم مرنًا ، وكانت المستويات العليا حرة في تصميم القوات للقتال حول أي عدد من فرق المشاة. من الناحية النظرية على الأقل ، كان لكل فرقة دروعها ومدفعيةها الخاصة - لم يتم الكشف عن مستويات المعدات الفعلية وربما متنوعة - ويمكن تقسيم الأصول على مستوى الجيش وداخل الوحدات المستقلة حسب الحاجة.
في عام 1987 ، ضمت جيوش المجموعة الجديدة ذات القوة الرئيسية عادة 46300 جندي في ما يصل إلى أربعة فرق ، ويعتقد أنها تشمل المشاة والدروع والمدفعية والدفاع الجوي وعناصر الدعم الجوي والمحمولة. على الرغم من أنه كان من المفترض أن تعكس جيوش المجموعة الجديدة انتقالًا إلى عمليات الأسلحة المشتركة ، إلا أنها استمرت في تكوين قوات مشاة مدعومة بالدروع والمدفعية ووحدات أخرى بسبب نقص الميكنة. كان لكل فرقة 13 مدرعة 3 أفواج و 240 دبابة قتال رئيسية لكنها تفتقر إلى الدعم الميكانيكي الكافي للمشاة.
كان هناك القليل من الأدلة على استخدام ناقلات جند مدرعة خلال الصراع الحدودي الصيني الفيتنامي في عام 1979 ، واستخدمت الدبابات كمدفعية متحركة وكدعم للمشاة المفككين. شددت قوات المدفعية على المدافع المقطوعة ومدافع الهاوتزر وقاذفات الصواريخ المحمولة على شاحنات. في الثمانينيات ، دخلت بعض المدفعية ذاتية الدفع الخدمة ، لكن جيش التحرير الشعبي أنتج أيضًا قاذفات صواريخ كبديل أرخص ولكن ليس فعالًا تمامًا للمدافع ذاتية الدفع. كانت هناك مجموعة متنوعة من معدات البناء والجسور المتنقلة والشاحنات والمحركات الرئيسية. ظهرت قاذفة صواريخ متعددة جديدة لنشر الألغام المضادة للدبابات في عام 1979 ، لكن معدات زرع الألغام وإزالة الألغام ظلت نادرة.
تتألف القوات الإقليمية من قوات جيش التحرير الشعبي بدوام كامل والتي تم تنظيمها على شكل فرق مستقلة لمهام الحامية. كانت فرق الحامية ثابتة ، ووحدات مدفعية ثقيلة منتشرة على طول الساحل والحدود في مناطق الهجوم المحتمل. كانت القوات الإقليمية مسلحة بدرجة أقل من نظيراتها في القوة الرئيسية ، وشاركت في تدريب الميليشيات. كانت وحدات جيش التحرير الشعبي المستخدمة بشكل شائع لاستعادة النظام خلال الثورة الثقافية. عندما أعلن الرئيس ماو جمهورية الصين الشعبية في 1 أكتوبر 1949 ، كان PLAGF جيشًا فلاحًا قوامه 4.9 مليون فرد. بعد مرور بعض الوقت ، بدأ تسريح القوات غير المدربة وغير الموثوقة سياسياً ، مما أدى إلى تقليل قوة الجيش.
في القرن الحادي والعشرين ، تواصل القوات البرية لجيش التحرير الشعبي إجراء إصلاحات وتجريب وتحديث وإعادة هيكلة كبيرة للتعامل مع التهديدات المحتملة وتعزيز قدراتها. تم تقليص حجم الانقسامات إلى كتائب أسلحة مشتركة ، والتي أعيد تنظيمها في مجموعات جيش عالية الجاهزية.تم التخلص التدريجي من مستوى التقسيم مع بقاء عدد محدود فقط من هياكل التقسيم الموجودة. في حين تم تقليص حجم القوة البرية لجيش التحرير الشعبي الصيني خلال العقود القليلة الماضية ، إلا أن العناصر كثيفة التكنولوجيا مثل قوات العمليات الخاصة (SOF) وطيران الجيش (طائرات الهليكوبتر) وصواريخ أرض جو (SAMs) ووحدات الحرب الإلكترونية تم توسيعها جميعًا بسرعة.
تسلط أحدث عقيدة عملياتية للقوات البرية لجيش التحرير الشعبي الضوء على أهمية تكنولوجيا المعلومات ، والحرب الإلكترونية والمعلوماتية ، والضربات الدقيقة بعيدة المدى في الحروب المستقبلية. استبدل الجيل الأقدم من أنظمة القيادة والتحكم والاتصالات (C3) القائمة على الهاتف / الراديو بشبكات معلومات ساحة المعركة المتكاملة التي تتميز بشبكات محلية / واسعة النطاق (LAN / WAN) ، واتصالات عبر الأقمار الصناعية ، وطائرات بدون طيار (UAV) على أساس أنظمة المراقبة والاستطلاع ، ومراكز القيادة والسيطرة المتنقلة.